# 本田欣二郎
本田 欣二郎（ほんだ きんじろう、1931年（昭和6年）6月18日 - ）は、日本の政治家。元新潟県十日町市長（2期）。

## 経歴
現在の新潟県十日町市出身。新潟県立十日町高等学校卒。卒業後は十日町役場に入り、総務部長、助役などを務める。1989年の十日町市長選挙に立候補するが落選。1993年の市長選挙に立候補し、初当選。1997年の市長選挙では元十日町市議会議員の滝沢信一を破って再選する。市長を2期務め、2001年の市長選挙で三選を目指したが、再び立候補した滝沢信一に敗れた。